# إرفينغ باول لازار
إرفينغ باول لازار (بالإنجليزية: Irving Paul Lazar)‏ هو محامي ووكيل مواهب أمريكي، ولد في 28 مارس 1907 في بروكلين في الولايات المتحدة، وتوفي في 30 ديسمبر 1993.

## وصلات خارجية
- إرفينغ باول لازار على موقع IMDb (الإنجليزية)
- إرفينغ باول لازار على موقع قاعدة بيانات برودواي على الإنترنت (الإنجليزية)
- إرفينغ باول لازار على موقع قاعدة بيانات برودواي على الإنترنت (الإنجليزية)
- إرفينغ باول لازار على موقع قاعدة بيانات الأفلام السويدية (السويدية)
- إرفينغ باول لازار على موقع كينوبويسك (الروسية)